# 战争时期的生活
《战争时期的生活》（英語：Life During Wartime）是托德·索伦兹执导的一部电影、1988年《你快乐吗？》的续作，2009年9月在威尼斯电影节首映，并获得最佳编剧奖。影片主要是在佛罗里达城郊结合部拍摄，讲述了一个中产阶级家庭的生活，融合了恐怖主义、同性恋等话题，充满了黑色幽默的风格。